# Comunicarea Comisiei
Comunicarea Comisiei este un document de politică care nu are caracter normativ. Comisia ia inițiativa de a publica o comunicare atunci când dorește să își expună punctul de vedere asupra unui subiect de actualitate. Comunicarea nu produce efecte juridice.